# Gianluca Magi
Gianluca Magi (Pesaro, 18 novembre 1970) è un filosofo e orientalista italiano, storico delle idee e storico delle religioni.

## Biografia
È stato docente di Storia e filosofia della religione indiana alla Facoltà di Sociologia Università di Urbino, dopo esser stato  docente di Storia delle religioni in Cina. Studioso degli aspetti psicologici (psicologia transpersonale) dell'induismo, buddhismo, sufismo, taoismo, tantrismo.
Nel 1996 fonda, in convenzione con l'Università di Urbino, la Scuola Superiore di Filosofia Orientale e Comparativa di Rimini, centro di ricerca universitaria sulla mediazione del pensiero orientale e occidentale in campo filosofico e psicologico. Dal 2005 ne è stato il direttore scientifico e dal 2013 è stato affiancato nella direzione da Franco Battiato.
Nel 2017 fonda a Pesaro con Franco Battiato "Incognita ◦ Advanced Creativity", centro transdisciplinare. 
Nel 2003 incontra Franco Battiato a Rimini, in occasione della mostra pittorica "Misticismo d'Oriente e d'Occidente", instaurando una collaborazione con il musicista, che scrive la presentazione de I 36 stratagemmi (Edizioni Il Punto d'Incontro; dal 2016, BestBUR), che ha 55 ristampe con pubblicazione in 32 Paesi. Nel 2005 partecipa al programma televisivo Bitte, keine Réclame, condotto da Battiato per la Rai, occupandosi di pensiero strategico taoista alla luce de I 36 stratagemmi.
Il suo libro, Il Gioco dell'Eroe. Le porte della percezione per essere straordinario in un mondo ordinario, con la presentazione di Franco Battiato, esce nel maggio del 2012.
Il suo libro successivo, I 64 Enigmi. L'antica sapienza cinese per vincere nel mondo contemporaneo, edito da Sperling & Kupfer esce il 14 aprile 2015.
Nel marzo 2016 esce Lo stato intermedio, scritto con Franco Battiato in cui conversano sulla morte, trattata abbracciando argomenti quali filosofia occidentale, filosofia indiana, filosofia cinese, buddhismo, sufismo, mistica, psicologia transpersonale, sciamanesimo, esperienze ai confini della morte. Nel settembre 2021 esce per le edizioni Piano B l'aggiornamento ampliato che contiene le conversazioni private tra gli autori sino al 2019.
Il 5 settembre 2019, esce un aggiornamento ampliato del Gioco dell'Eroe con un nuovo sottotitolo La porta dell'Immaginazione e nuova traccia audio dal titolo "Follow the White Rabbit" creata e prodotta da Cristoforo Magi, figlio dell'autore. La presentazione dell'opera è sempre a firma di Franco Battiato.
Il 21 gennaio 2021 pubblica Goebbels. 11 tattiche di manipolazione oscura, con la prefazione di Jean-Paul Fitoussi.

## Pensiero
Si è focalizzato sui modelli di pensiero asiatici per approfondirne, oltre la portata metafisica e autorealizzativa, i concetti di efficacia ed efficienza: nel libro I 36 stratagemmi declina il taoismo nei suoi aspetti di strategia psicologica; nel saggio "Le arti marziali della parola" all'interno della sua curatela del libro di Liang Shiqiu, La nobile arte dell'insulto (Einaudi) evidenzia come l'arte del combattimento diventi arte retorica e dialettica; nei libri Il dito e la luna, La via dell'umorismo e Il tesoro nascosto mostra il rilievo psicopedagogico della comunicazione metaforica e umoristica delle narrazioni buddhiste e sufi.
Ha inoltre elaborato e sviluppato la dimensione della psicologia transpersonale all'interno del Gioco dell'Eroe.

## Incognita ◦ Advanced Creativity
Il centro transdisciplinare Incognita ◦ Advanced Creativity a Pesaro, fondato da Gianluca Magi e diretto con Franco Battiato, è concepito come il successore dei Circoli letterari parigini del XVII secolo, del Cabaret Voltaire dadaista di Zurigo e del programma televisivo Bitte, keine Réclame del musicista catanese. La sede di "Incognita" ospita la "AC Mind School", co-diretta dalla studiosa di estetica e orientalista Grazia Marchianò, moglie di Elémire Zolla, scuola che si propone di fondere l'immaginazione in una lega con le nuove e accreditate ricerche scientifiche, in chiave cognitiva per il XXI secolo .

## Opere
- Il dharma del sacrificio del mondo, Panozzo, 1997;
- La filosofia del linguaggio eterno, Università di Urbino, 1997;
- Quaderno indiano, Scuola superiore di filosofia orientale e comparativa di Rimini, 2002;
- Il dito e la luna, Il Punto d'Incontro, 2002 [introduzione di Gabriele Mandel (edizione tedesca: Der verborgene Schatz, Random House Kailash Verlag, 2009);
- I 36 stratagemmi, Il Punto d'Incontro, 2003 (dal 2019, BestBur; edizione tedesca: 36 Strategeme. Die chinesische Kunst der Strategie, Random House Kailash Verlag, 2009; edizione spagnola: Las 36 estratagemas. El arte secreto de la estrategia china, Obelisco Ediciones, 2009; edizione portoghese: "Os 36 Estratagemas Chineses", Esfera dos Livros, 2010);
- Sanjiao. I tre pilastri della sapienza, Il Punto d'Incontro, 2006;
- Liang Shiqiu, La nobile arte dell'insulto, Einaudi, 2006 [a cura di e con il saggio introduttivo di Gianluca Magi "Le arti marziali della parola" e l'introduzione di Michele Serra, pp. 89];
- Uscite dal sogno della veglia. Viaggio attraverso le filosofie indiane della Liberazione, Scuola superiore di filosofia orientale e comparativa di Rimini, 2008;
- La Via dell'umorismo, Il Punto d'Incontro, 2008 (edizione tedesca:Lieber ein intelligenter Feind als ein dummer Freund, Random House Arkana Verlag, 2009);
- La vita è uno stato mentale. Ovvero La conta dei frutti delle azioni nel mondo evanescente secondo l'insegnamento di Phalu il Kashmiro, Bompiani, 2009.
- Kauṭilya, Il Codice del Potere (Arthaśāstra). Arte della guerra e della strategia indiana, Edizioni Il Punto d'Incontro, 2011 [traduzione dal sanscrito, commento e introduzione "Lo yoga segreto del perfetto sovrano" di Gianluca Magi] ISBN 978-88-8093-707-4.
- Il Gioco dell'Eroe, Il Punto d'Incontro, 2012. Libro/CD con prefazione di Franco Battiato.
- I 64 Enigmi, Sperling & Kupfer, 2015.
- Lo stato intermedio, scritto con Franco Battiato, Arte di Essere, 2016.
- Il tesoro nascosto. 100 lezioni sufi, Sperling & Kupfer, 2017.
- Il Gioco dell'Eroe. La porta dell'Immaginazione, Il Punto d'Incontro, 2019. Nuova edizione ampliata con nuova traccia audio. Prefazione di Franco Battiato.
- 101 burle spirituali, Sperling & Kupfer, 2020. Prefazione di Alejandro Jodorowsky.
- Goebbels. 11 tattiche di manipolazione oscura, Piano B, 2021. Prefazione di Jean-Paul Fitoussi.
- Lo stato intermedio, scritto con Franco Battiato, Piano B, 2021. Nuova edizione ampliata. Postfazione di Grazia Marchianò.
- 64 Enigmi. Cavalcare i mutamenti, Lindau, 2021. Nuova edizione ampliata.

## Contributi a opere enciclopediche
- Per la seconda edizione, in dodici volumi, dell’Enciclopedia filosofica, promossa dal Centro Studi Filosofici di Gallarate ed edita da Bompiani nel 2006 (poi dal Corriere della Sera nel 2011), ha scritto le voci di filosofia indiana: Ahimsa; Ājīvika; Āraṇyaka; Brahman; Brāhmaṇa; Buddhismo; Cārvāka; Darśana; Dharma; Hindūismo; India; Jainismo; Karman; Māyā; Mīmāmsā; Mokṣa; Nāgārjuna; Nirvāṇa; Nyāya; Oṃ o aum; Sāṃkhya; Śaṅkara; Śivaismo; Upaniṣad; Vaiśeṣika; Veda; Vedānta; Viṣṇuismo; Yoga.
- Filosofia indiana in: Virgilio Melchiorre (a cura di), Filosofie nel mondo, Bompiani, Milano 2014

## Premi e riconoscimenti
- 2014 - Premio internazionale Letteratura “ArteSpirito”[7]